# Provincia meccanica
Provincia meccanica è un film del 2005 diretto da Stefano Mordini.
Liberamente ispirato a un fatto di cronaca, partecipò in concorso al 55º festival di Berlino. Rappresenta l'opera prima di Stefano Mordini, già autore di documentari (Paz '77, Arbitri, L'allievo modello).

## Trama
Marco Battaglia, operaio turnista, la giovane e anticonformista Silvia e i loro due figli, Sonia e Davis, costituiscono una famiglia del tutto anomala, che vive al di fuori delle convenzioni imposte dalla società, in un paese della provincia di Ravenna.
La suocera di Marco, fortemente critica nei loro confronti, riesce ad ottenere l'affidamento di Sonia. L'armonia della famiglia si dissolve e Silvia tradisce il marito.
Marco riuscirà con fatica a recuperare una stabilità personale, tra problemi domestici e preoccupazioni lavorative.

## Riconoscimenti
- 2005 - Festival di Berlino
  - Candidatura Orso d'oro a Stefano Mordini
- 2005 - David di Donatello
  - Candidatura Miglior regista esordiente a Stefano Mordini
  - Candidatura Migliore attrice protagonista a Valentina Cervi
  - Candidatura Miglior attore protagonista a Stefano Accorsi
- 2006 - Nastro d'argento
  - Candidatura Miglior regista esordiente a Stefano Mordini
  - Candidatura Miglior attore protagonista a Stefano Accorsi